# 九岘乡
九岘乡，是中华人民共和国甘肃省庆阳市宁县下辖的一个乡镇级行政单位。

## 行政区划
九岘乡下辖以下地区：
北庄子村、川口子村、九岘村、鲁甲村、马洼村、左川村、九岘林场和桂花园林场。